# Adam Wiercioch
Adam Andrzej Wiercioch (Gliwice, 1º novembre 1980) è uno schermidore polacco, vincitore di una medaglia d'argento nella scherma ai Giochi olimpici.

## Palmarès
In carriera ha conseguito i seguenti risultati:
- Giochi olimpici:

Pechino 2008: argento nella spada a squadre.
- Mondiali di scherma

Antalia 2009: bronzo nella spada a squadre.
- Europei di scherma

Mosca 2002: argento nella spada a squadre.
Copenaghen 2004: argento nella spada a squadre.
Zalaegerszeg 2005: oro nella spada a squadre.
Smirne 2006: argento nella spada a squadre.